# Rhizophagus intermedius
Rhizophagus intermedius is een keversoort uit de familie kerkhofkevers (Monotomidae). De wetenschappelijke naam van de soort werd in 1916 gepubliceerd door Apfelbeck.